# Roberto Müller
José Ribamar da Silva, mais conhecido como Roberto Müller (Piracuruca, 17 de fevereiro de 1937) é um cantor brasileiro.
Em 1955, iniciava sua carreira artística na Rádio Timbira de São Luís do Maranhão. Tem 50 LPs e 15 CDs gravados e seis discos de ouro. No Rio de Janeiro, em 1963, gravou Nunca Mais Brigarei Contigo. Tem um público fiel que o denominou "O romântico pingo de ouro do Brasil".

## "Falsa Morte"
No ano de 2002, o governo do Piauí divulgou na página 14 de um livro didático intitulado “Educação sem fronteiras”, que Müller “morreu ainda jovem e é lembrado com carinho pela sua contribuição à arte”.
O cantor descobriu a falsa informação quando um fã lhe mostrou o livro durante um show em uma churrascaria em Teresina, no qual estava sendo homenageado pelos seus 50 anos de carreira.
O artista e seus advogados movem uma ação indenizatória contra o governo do estado do Piauí .

## Discografia

### Discos de Carreira
| Álbum                        | Ano  | Gravadora         | Cátalogo   | Notas/Referências |
| ---------------------------- | ---- | ----------------- | ---------- | ----------------- |
| LP "Roberto Müller"          | 1964 | CBS               | 37388      |                   |
| LP "Amor Quando É Amor"      | 1965 | CBS               | 37427      |                   |
| LP "Perdoada"                | 1966 | CBS               | 37449      |                   |
| LP "Vitima De Amor"          | 1967 | CBS               | 37514      |                   |
| LP "Sofro Por Te Amar"       | 1968 | CBS               | 37572      |                   |
| LP "Volta Meu Amor"          | 1969 | CBS               | 37621      |                   |
| LP "Tua Lembrança"           | 1970 | CBS               | 37676      |                   |
| LP "Meu Mundo De Esperança"  | 1971 | CBS               | 137733     |                   |
| LP "O Romântico"             | 1971 | Copacabana        | CLP 11647  |                   |
| LP "Roberto Müller"          | 1972 | Copacabana        | CLP 11679  |                   |
| LP "Roberto Müller"          | 1973 | Copacabana        | CLP 11718  |                   |
| LP "Roberto Müller"          | 1974 | Copacabana        | COLP 11937 |                   |
| LP "O Romântico De Sempre"   | 1975 | Som/Copacabana    | SOLP 40642 |                   |
| LP "O Romântico Do Povo"     | 1976 | Tapecar           | SS.022     |                   |
| LP "O Melhor Dos Boleros"    | 1977 | Tapecar           | SS.034     |                   |
| LP "Mas Eu Gosto De Te Amar" | 1978 | Tapecar           | SS.26.044  |                   |
| LP "Profecia"                | 1981 | Jangada/EMI-Odeon | 036 422542 |                   |
| LP "Por Uma Mulher"          | 1982 | Jangada/EMI-Odeon | 036 422551 |                   |
| LP "Roberto Müller"          | 1987 | Gravasom          | GVLP 5008  |                   |

### Coletâneas
| Álbum                                             | Ano  | Gravadora     | Cátalogo         | Notas/Referências |
| ------------------------------------------------- | ---- | ------------- | ---------------- | ----------------- |
| LP "Os Grandes Sucessos De Roberto Müller"        | 1975 | Tropicana/CBS | 01340            |                   |
| LP "Os Grandes Sucessos De Roberto Müller Vol. 2" | 1975 | Okeh/CBS      | 112310           |                   |
| CD "Brasil Popular – Roberto Müller"              | 2006 | Sony Music    | 845.025/2-476497 |                   |